# Zimowa Uniwersjada 2007
Zimowa Uniwersjada 2007 – odbyła się w dniach 17–27 stycznia w Turynie we Włoszech

## Dyscypliny
- Biathlon
- Biegi narciarskie
- Curling
- Hokej na lodzie
- Kombinacja norweska
- Łyżwiarstwo figurowe
- Łyżwiarstwo synchroniczne
- Łyżwiarstwo szybkie
- Narciarstwo alpejskie
- Short track
- Skoki narciarskie
- Snowboard

## Kraje uczestniczące
| Kraje (48) | Kraje (48) | Kraje (48) |
| --- | --- | --- |
| - Australia - Austria - Białoruś - Belgia - Bośnia i Hercegowina - Brazylia - Bułgaria - Kanada - Chile - Chiny - Chorwacja - Czechy - Dania - Hiszpania - Estonia - Finlandia | - Francja - Gruzja - Niemcy - Wielka Brytania - Grecja - Węgry - Włochy - Japonia - Kazachstan - Korea Południowa - Łotwa - Libia - Liechtenstein - Litwa - Macedonia Północna - Mongolia | - Holandia - Nowa Zelandia - Polska - Rumunia - Rosja - San Marino - Serbia - Słowacja - Słowenia - Szwecja - Szwajcaria - Tajlandia - Chińskie Tajpej - Turcja - Ukraina - Stany Zjednoczone |

## Polska
Polskę na Zimowej Uniwersjadzie 2007 reprezentowało 75 (46 mężczyzn i 29 kobiet) sportowców

## Wyniki

### Biathlon

#### Mężczyźni
| sprint 10 km              | Złoto | Rosja    | Andriej Makowiejew | Srebro | Rosja   | Siergiej Tarasow | Brąz | Ukraina | Serhij Sedniew   |
| 12,5 km na dochodzenie    | Złoto | Rosja    | Andriej Makowiejew | Srebro | Czechy  | Jaroslav Soukup  | Brąz | Rosja   | Siergiej Tarasow |
| 15 km ze startu wspólnego | Złoto | Rosja    | Andriej Makowiejew | Srebro | Ukraina | Ołeh Bereżny     | Brąz | Ukraina | Serhij Sedniew   |
| 20 km                     | Złoto | Białoruś | Siarhiej Nowikau   | Srebro | Ukraina | Serhij Sedniew   | Brąz | Ukraina | Roman Pryma      |
| sztafeta 4 × 7,5 km       | Złoto | Białoruś |                    | Srebro | Ukraina |                  | Brąz | Rosja   |                  |

#### Kobiety
| sprint 7,5 km               | Złoto | Białoruś | Darja Domraczewa   | Srebro | Ukraina  | Wałentyna Semerenko  | Brąz | Ukraina  | Wita Semerenko      |
| 10 km na dochodzenie        | Złoto | Ukraina  | Wita Semerenko     | Srebro | Ukraina  | Wałentyna Semerenko  | Brąz | Białoruś | Ludmiła Kalinczyk   |
| 12,5 km ze startu wspólnego | Złoto | Białoruś | Nadzieja Skardzina | Srebro | Rosja    | Nadieżda Kolesnikowa | Brąz | Ukraina  | Wałentyna Semerenko |
| 15 km                       | Złoto | Ukraina  | Oksana Jakowlewa   | Srebro | Białoruś | Nadzieja Skardzina   | Brąz | Ukraina  | Wita Semerenko      |
| sztafeta 3 × 6 km           | Złoto | Białoruś |                    | Srebro | Ukraina  |                      | Brąz | Rosja    |                     |

### Biegi narciarskie

#### Mężczyźni
| sprint             | Złoto | Kazachstan | Nikołaj Czebot´ko  | Srebro | Czechy   | Aleš Razým          | Brąz | Włochy     | Fulvio Scola         |
| 10 km              | Złoto | Białoruś   | Aleksandr Łazutkin | Srebro | Rosja    | Aleksandr Kuzniecow | Brąz | Kazachstan | Siergiej Czeriepanow |
| 2 × 7,5 km         | Złoto | Białoruś   | Aleksandr Łazutkin | Srebro | Rosja    | Aleksandr Kuzniecow | Brąz | Rosja      | Maksim Wylegżanin    |
| 30 km              | Złoto | Rosja      | Maksim Wylegżanin  | Srebro | Białoruś | Aleksandr Łazutkin  | Brąz | Rosja      | Nikołaj Chochriakow  |
| sztafeta 4 × 10 km | Złoto | Kazachstan |                    | Srebro | Francja  |                     | Brąz | Rosja      |                      |

#### Kobiety
| sprint            | Złoto | Polska   | Justyna Kowalczyk | Srebro | Kazachstan | Jelena Kołomina   | Brąz | Estonia  | Kaili Sirge       |
| 5 km              | Złoto | Polska   | Justyna Kowalczyk | Srebro | Słowacja   | Alena Procházková | Brąz | Białoruś | Iryna Nafranowicz |
| 2 × 5 km          | Złoto | Polska   | Justyna Kowalczyk | Srebro | Słowacja   | Alena Procházková | Brąz | Białoruś | Wolha Wasilonak   |
| 15 km             | Złoto | Rosja    | Olga Michajłowa   | Srebro | Ukraina    | Wita Jakymczuk    | Brąz | Białoruś | Wolha Wasilonak   |
| sztafeta 3 × 5 km | Złoto | Białoruś |                   | Srebro | Rosja      |                   | Brąz | * Polska |                   |

*  Polska w składzie: Justyna Kowalczyk, Kornelia Marek, Sylwia Jaśkowiec

### Curling

#### Mężczyźni
| turniej drużynowy | Złoto | Stany Zjednoczone |  | Srebro | Wielka Brytania |  | Brąz | Szwecja |  |

##### Mecze o miejsca 1.-4.
|  |                   |                   |                 |                   |   |                   |                   |       |
|  | Półfinały         | Półfinały         | Półfinały       |                   |   | Finał             | Finał             | Finał |
|  | Półfinały         | Półfinały         | Półfinały       |                   |   | Finał             | Finał             | Finał |
|  | Turyn             |                   |                 |                   |   |                   |                   |       |
|  |                   |                   |                 |                   |   |                   |                   |       |
|  | Wielka Brytania   | Wielka Brytania   | 8               |                   |   |                   |                   |       |
|  | Wielka Brytania   | Wielka Brytania   | 8               | Turyn             |   |                   |                   |       |
|  | Szwecja           | Szwecja           | 4               |                   |   |                   |                   |       |
|  | Szwecja           | Szwecja           | 4               |                   |   | Stany Zjednoczone | Stany Zjednoczone | 9     |
|  | Turyn             |                   |                 |                   |   | Stany Zjednoczone | Stany Zjednoczone | 9     |
|  |                   |                   | Wielka Brytania | Wielka Brytania   | 4 |                   |                   |       |
|  | Kanada            | Kanada            | Wielka Brytania | Wielka Brytania   | 4 | 3                 |                   |       |
|  | Kanada            | Kanada            |                 |                   |   |                   |                   |       |
|  | Stany Zjednoczone | Stany Zjednoczone | 7               |                   |   |                   |                   |       |
|  | Stany Zjednoczone | Stany Zjednoczone | 7               | Mecz o 3. miejsce |   |                   |                   |       |
|  |                   |                   |                 |                   |   |                   |                   |       |
|  | Turyn             |                   |                 |                   |   |                   |                   |       |
|  |                   |                   |                 |                   |   |                   |                   |       |
|  | Szwecja           | Szwecja           | 9               |                   |   |                   |                   |       |
|  | Szwecja           | Szwecja           | 9               |                   |   |                   |                   |       |
|  | Kanada            | Kanada            | 4               |                   |   |                   |                   |       |
|  | Kanada            | Kanada            | 4               |                   |   |                   |                   |       |

##### Składy medalistów
- Stany Zjednoczone: John Shuster, Jeff Isaacson, Chris Plys, Shane McKinlan, Kevin Johnson
- Wielka Brytania: John Hamilton, Andrew Craige, Iain Chalmers, Greame Coplan, Ross Paterson
- Szwecja: Sebastian Kraupp, Daniel Tenn, Fredrik Linderg, Viktor Kjäll

#### Kobiety
| turniej drużynowy | Złoto | Kanada |  | Srebro | Rosja |  | Brąz | Japonia |  |

|  |           |           |           |                   |   |       |       |       |
|  | Półfinały | Półfinały | Półfinały |                   |   | Finał | Finał | Finał |
|  | Półfinały | Półfinały | Półfinały |                   |   | Finał | Finał | Finał |
|  | Turyn     |           |           |                   |   |       |       |       |
|  |           |           |           |                   |   |       |       |       |
|  | Rosja     | Rosja     | 9         |                   |   |       |       |       |
|  | Rosja     | Rosja     | 9         | Turyn             |   |       |       |       |
|  | Japonia   | Japonia   | 8         |                   |   |       |       |       |
|  | Japonia   | Japonia   | 8         |                   |   | Rosja | Rosja | 5     |
|  | Turyn     |           |           |                   |   | Rosja | Rosja | 5     |
|  |           |           | Kanada    | Kanada            | 6 |       |       |       |
|  | Szwecja   | Szwecja   | Kanada    | Kanada            | 6 | 5     |       |       |
|  | Szwecja   | Szwecja   |           |                   |   |       |       |       |
|  | Kanada    | Kanada    | 6         |                   |   |       |       |       |
|  | Kanada    | Kanada    | 6         | Mecz o 3. miejsce |   |       |       |       |
|  |           |           |           |                   |   |       |       |       |
|  | Turyn     |           |           |                   |   |       |       |       |
|  |           |           |           |                   |   |       |       |       |
|  | Japonia   | Japonia   | 7         |                   |   |       |       |       |
|  | Japonia   | Japonia   | 7         |                   |   |       |       |       |
|  | Szwecja   | Szwecja   | 6         |                   |   |       |       |       |
|  | Szwecja   | Szwecja   | 6         |                   |   |       |       |       |

##### Składy medalistów
- Kanada: Brittany Gregor, Hayley Pattison, Katrine Fisette, Heather Hansen
- Rosja: Ludmiła Priwiwkowa, Nkeirouka Ezekh, Margarita Fomita, Jekaterina Gałkina, Julia Swetowa
- Japonia: Moe Meguro, Mari Motohashi, Mao Yamura, Sakurako Terada, Asuka Yogo

### Hokej na lodzie

#### Mężczyźni
| turniej drużynowy | Złoto | Kanada |  | Srebro | Rosja |  | Brąz | Kazachstan |  |

##### Składy medalistów
- Kanada: Scott Hotham, Colin Sinclair, Rob Hennigar, Louis Mandeville, Dan Rodisuela, Brandon Roach, Pierre Luc Laprise, Marc Rancourt, Karl Founier, Anthony Butera, Sam Roberts, Tom Zanoski, Dustin Friesen, Brandon Benedict, Darryl Boyce, Ian Turner, Kyle Mac Allister, Pierre Andre Bureau, Stuart Mac Rae, Paul Drew, Aaron Molnar
- Rosja: Władisław Daszkiewicz, Artiom Tiernawski, Jewgienij Isakow, Andriej Ryczagow, Oleg Smirnow, Grigorij Timofiejew, Oleg Prokofiew, Maksim Leskin, Pawieł Zasypkin, Ilja Maluszkin, Aleksandr Jakowlew, Aleksiej Dienisow, Andriej Buriak, Dmitrij Trusow, Dmitrij Kaczesow, Sergiej Woronieniekow, Ilgiz Nurievi, Anton Bierdyszew, Jewgienij Dieriabin, Aleksiej Osipow, Maksim Koriakin, Wiktor Dołguszin
- Kazachstan: Siergiej Litwinow, Jewgienij Fadiejew, Doszhan Jessirkenow, Aleksandr Szyn, Pawieł Jakowlew, Dmitrij Szakow, Aleksandr Miedwiediew, Danił Piługin, Roman Starczenko, Pawieł Sierdiukow, Roman Sawczenko, Wadim Strielczuk, Michaił Pługajew, Michaił Żłobin, Artur Kiberlein, Grigirliy Myakish, Aleksandr Czeriepanow, Leonid Malinow, Eldar Abdulajew, Sergiej Chudiakow, Pawieł Żytkow

### Kombinacja norweska

#### Mężczyźni
| skocznia K95, bieg 7,5 km | Złoto | Japonia | Yūsuke Minato | Srebro | Niemcy   | Jens Kaufmann | Brąz | Czechy  | Tomáš Slavík       |
| skocznia K95, bieg 15 km  | Złoto | Czechy  | Tomáš Slavík  | Srebro | Japonia  | Yūsuke Minato | Brąz | Rosja   | Konstantin Woronin |
| drużynowo K95, 3 × 5 km   | Złoto | Rosja   |               | Srebro | Słowenia |               | Brąz | Japonia |                    |

### Łyżwiarstwo figurowe
| mężczyźni indywidualnie | Złoto | Japonia | Daisuke Takahashi | Srebro | Japonia | Nobunari Oda        | Brąz | Chiny   | Xu Ming         |
| kobiety indywidualnie   | Złoto | Japonia | Ariko Suzuki      | Srebro | Włochy  | Valentina Marchei   | Brąz | Chiny   | Fang Dan        |
| pary taneczne           | Złoto | Włochy  | Anna Cappellini   | Srebro | Rosja   | Anastasia Platonova | Brąz | Francja | Pernelle Carron |
|                         |       |         | Luca Lanotte      |        |         | Andrei Maximishin   |      |         | Mathieu Jost    |
| pary sportowe           | Złoto | Chiny   | Zhang Dan         | Srebro | Ukraina | Tetiana Wołosożar   | Brąz | Rosja   | Arina Uszakowa  |
|                         |       |         | Zhang Hao         |        |         | Stanislav Morozov   |      |         | Sergei Karev    |

### Łyżwiarstwo synchroniczne

#### Kobiety
| zespoły | Złoto | Szwecja |  | Srebro | Finlandia |  | Brąz | Rosja |  |

### Łyżwiarstwo szybkie

#### Mężczyźni
| 500 m    | Złoto | Korea Południowa | Lee Kang-seok  | Srebro | Korea Południowa | Lee Ki-ho      | Brąz | Korea Południowa | Mo Tae-bum      |
| 1000 m   | Złoto | Włochy           | Enrico Fabris  | Srebro | Korea Południowa | Lee Kang-seok  | Brąz | Holandia         | Lars Elgersma   |
| 1500 m   | Złoto | Włochy           | Enrico Fabris  | Srebro | Korea Południowa | Lee Kang-seok  | Brąz | Holandia         | Lars Elgersma   |
| 5000 m   | Złoto | Holandia         | Mark Ooijevaar | Srebro | Rosja            | Iwan Skobriew  | Brąz | Rosja            | Andrey Burlyaev |
| 10000 m  | Złoto | Holandia         | Mark Ooijevaar | Srebro | Rosja            | Artem Belousuv | Brąz | Korea Południowa | Kim Myung-seok  |
| sztafeta | Złoto | Włochy           |                | Srebro | Rosja            |                | Brąz | Polska           |                 |

#### Kobiety
| 500 m    | Złoto | Korea Południowa | Lee Sang-hwa        | Srebro | Chiny            | Sheng Xiaomei      | Brąz | Chiny            | Yu Jing            |
| 1000 m   | Złoto | Rosja            | Julia Skokova       | Srebro | Japonia          | Nao Kodaira        | Brąz | Polska           | Katarzyna Wójcicka |
| 1500 m   | Złoto | Polska           | Katarzyna Wójcicka  | Srebro | Korea Południowa | Lee Ju-youn        | Brąz | Holandia         | Moniek Kleinsman   |
| 3000 m   | Złoto | Austria          | Anna Natalia Rokita | Srebro | Polska           | Katarzyna Wójcicka | Brąz | Korea Południowa | Lee Ju-youn        |
| 5000 m   | Złoto | Austria          | Anna Natalia Rokita | Srebro | Holandia         | Moniek Kleinsman   | Brąz | Korea Południowa | Lee Ju-youn        |
| sztafeta | Złoto | Holandia         |                     | Srebro | Rosja            |                    | Brąz | Japonia          |                    |

### Narciarstwo alpejskie

#### Mężczyźni
| slalom        | Złoto | Czechy | Filip Trejbal  | Srebro | Słowenia          | Matic Skube   | Brąz | Szwecja           | Petter Rosbertsson |
| slalom gigant | Złoto | Włochy | Aronne Pieruz  | Srebro | Czechy            | Filip Trejbal | Brąz | Stany Zjednoczone | Adam Cole          |
| super gigant  | Złoto | Czechy | Petr Záhrobský | Srebro | Czechy            | Filip Trejbal | Brąz | Stany Zjednoczone | Adam Cole          |
| kombinacja    | Złoto | Czechy | Filip Trejbal  | Srebro | Stany Zjednoczone | Adam Cole     | Brąz | Stany Zjednoczone | Tague Thorson      |

#### Kobiety
| slalom        | Złoto | Polska | Katarzyna Karasińska | Srebro | Polska   | Aleksandra Kluś | Brąz | Słowenia      | Alenka Kuerner  |
| slalom gigant | Złoto | Włochy | Camilla Alfieri      | Srebro | Słowenia | Ana Kobal       | Brąz | Liechtenstein | Sarah Schaedler |
| super gigant  | Złoto | Włochy | Giulia Gianusini     | Srebro | Włochy   | Alesiia Pittin  | Brąz | Słowenia      | Petra Robnik    |
| kombinacja    | Złoto | Włochy | Camilla Alfieri      | Srebro | Słowenia | Petra Robnik    | Brąz | Słowenia      | Urška Rabič     |

### Short track

#### Mężczyźni
| 500 m    | Złoto | Korea Południowa | Sung Si-bak | Srebro | Chiny            | Zhao Qiunyi    | Brąz | Chiny            | Han Jaliang    |
| 1000 m   | Złoto | Korea Południowa | Sung Si-bak | Srebro | Korea Południowa | Lee Seung-hoon | Brąz | Korea Południowa | Lee Hyeon-sung |
| 1500 m   | Złoto | Korea Południowa | Sung Si-bak | Srebro | Korea Południowa | Cho Nam-kyu    | Brąz | Korea Południowa | Lee Seung-hoon |
| 3000 m   | Złoto | Korea Południowa | Sung Si-bak | Srebro | Korea Południowa | Lee Seung-hoon | Brąz | Korea Południowa | Lee Hyeon-sung |
| sztafeta | Złoto | Korea Południowa |             | Srebro | Chiny            |                | Brąz | Włochy           |                |

#### Kobiety
| 500 m    | Złoto | Korea Południowa | Kim Hye-kyung | Srebro | Chiny            | Liu Cuilja | Brąz | Kanada           | Anne Maltais  |
| 1000 m   | Złoto | Chiny            | Liu Cuilja    | Srebro | Korea Południowa | Cho Ha-ri  | Brąz | Włochy           | Marta Capurso |
| 1500 m   | Złoto | Korea Południowa | Kim Hye-kyung | Srebro | Korea Południowa | Cho Ha-ri  | Brąz | Chiny            | Meng Xiaoxue  |
| 3000 m   | Złoto | Korea Południowa | Kang Yun-mi   | Srebro | Chiny            | Sun Linlin | Brąz | Korea Południowa | Hur Hee-been  |
| sztafeta | Złoto | Chiny            |               | Srebro | Japonia          |            | Brąz | – *              | –             |

* sztafeta koreańska i kanadyjska zostały zdyskwalifikowane

### Skoki narciarskie

#### Mężczyźni
| skocznia K 95  | Złoto | Rosja   | Dmitrij Ipatow  | Srebro | Korea Południowa | Choi Yong-jik    | Brąz | Rosja   | Dienis Korniłow |
| skocznia K 125 | Złoto | Rosja   | Dienis Korniłow | Srebro | Japonia          | Yoshihiko Osanai | Brąz | Rosja   | Dmitrij Ipatow  |
| drużynowo K 95 | Złoto | Austria |                 | Srebro | Korea Południowa |                  | Brąz | Japonia |                 |

#### Kobiety
| skocznia K 95 | Złoto | Austria | Daniela Iraschko | Srebro | Japonia | Misaki Shigeno | Brąz | Japonia | Erina Kabe |

### Snowboard

#### Mężczyźni
| slalom gigant | Złoto | Słowenia | Rok Marguč     | Srebro | Słowenia | Žan Košir        | Brąz | Francja   | Sylvain Dufour |
| halfpipe      | Złoto | Polska   | Michał Ligocki | Srebro | Kanada   | Brendan Davis    | Brąz | Finlandia | Juha Kinnunen  |
| snowcross     | Złoto | Francja  | Leo Trespeuch  | Srebro | Rosja    | Andriej Boldikow | Brąz | Włochy    | Lorenzo Semino |

#### Kobiety
| slalom gigant | Złoto | Włochy  | Corinna Boccacini    | Srebro | Rosja   | Swietłana Bołdykowa | Brąz | Szwajcaria | Daniela Meuli    |
| halfpipe      | Złoto | Polska  | Paulina Ligocka      | Srebro | Chiny   | Pan Lei             | Brąz | Chiny      | Lu Xiaoxiao      |
| snowcross     | Złoto | Francja | Diane Thermoz Liaudy | Srebro | Francja | Delphine Carponcin  | Brąz | Włochy     | Raffaella Brutto |

## Tabela medalowa
| Czołówka klasyfikacji medalowej |                  |    |    |    |    |
| Lp.                             | Państwo          |    |    |    |    |
| 1.                              | Korea Południowa | 10 | 12 | 9  | 31 |
| 2.                              | Rosja            | 9  | 14 | 11 | 34 |
| 3.                              | Włochy           | 9  | 2  | 6  | 17 |
| 4.                              | Białoruś         | 8  | 2  | 4  | 14 |
| 5.                              | Polska           | 7  | 2  | 3  | 12 |
| 6.                              | Czechy           | 4  | 4  | 1  | 9  |
| 7.                              | Austria          | 4  | 0  | 0  | 4  |
| 8.                              | Chiny            | 3  | 6  | 6  | 15 |
| 9.                              | Japonia          | 3  | 5  | 5  | 13 |
| 10.                             | Holandia         | 3  | 1  | 2  | 6  |